# Röhrenfurth
Röhrenfurth ist ein Stadtteil von Melsungen im nordhessischen Schwalm-Eder-Kreis.

## Geographie
Röhrenfurth liegt im Fulda-Werra-Bergland am nordöstlichen, rechten Ufer der Fulda, in die dort der aus dem Melsunger Bergland kommende Breitenbach mündet. Es befindet sich 2,8 km (Luftlinie) nördlich der Melsunger Kernstadt. Östlich des Dorfs erhebt sich diesseits der Fulda der Heiligenberg (439 m), und jenseits der Fulda liegen im Westsüdwesten der Kesselkopf (Kessel; 368,1 m) und im Südsüdwesten der Steinwaldskopf (291,2 m).

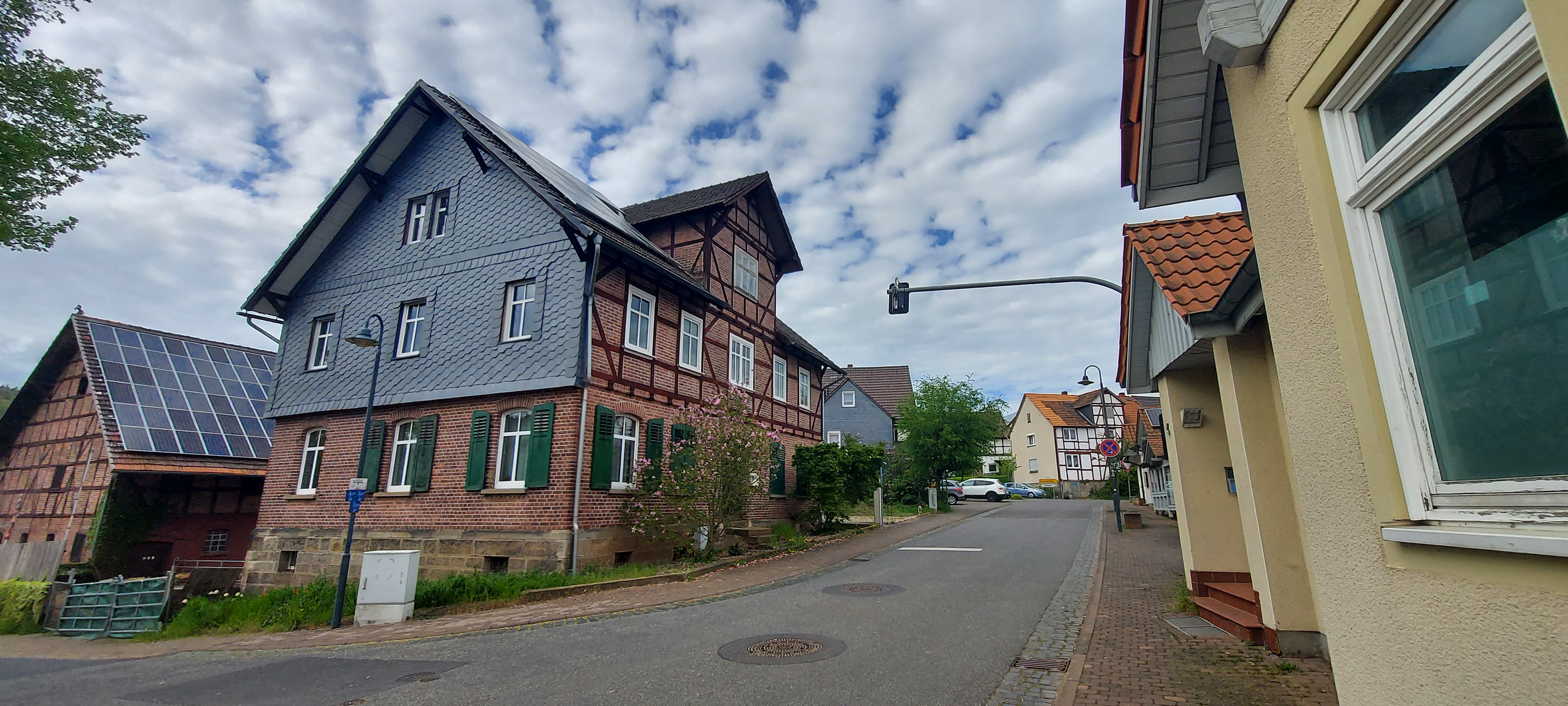
Ortsansicht Röhrenfurth aus Richtung Bahnhof

Nachbarorte sind Empfershausen im Norden, Eiterhagen im Nordosten, Kehrenbach im Osten, Kirchhof und Schwarzenberg im Südosten (alle diesseits der Fulda), Melgershausen im Westsüdwesten und Lobenhausen im Westnordwesten (beide jenseits der Fulda) sowie Körle im Nordwesten (diesseits der Fulda).

## Geschichte
Röhrenfurth wird 1182 als „Rorefort“ erstmals urkundlich erwähnt. Der Ort war ein Lehen des Klosters Hersfeld und seit 1182 im Besitz des Adelsgeschlechts derer von Röhrenfurth, das zur althessischen Ritterschaft zählte. Bei Röhrenfurth galt es die wichtige Fulda-Querung für die Landgrafen von Hessen zu sichern, und die Herren von Röhrenfurth waren verlässliche Lehnsmannen der Landgrafen. Der letzte männliche Spross des Geschlechts, Eckhard II. von Röhrenfurth, war von 1428 bis zu seinem Tod im Jahr 1432 Erbmarschall von Hessen, als Nachfolger seines Schwiegervaters Rörich II. von Eisenbach. Auf Eckhard, der keine Söhne hinterließ, folgte in diesem Amt sein Schwiegersohn Herrmann von Riedesel, der mit Eckhards Tochter Margaretha verheiratet war und auch die Besitzungen Eckhards erbte.
Die schriftliche Wiedergabe des Ortsnamens wandelte sich im Laufe der Jahrhunderte, je nach Gusto der jeweiligen Dokumentenschreiber (in Klammern das Jahr der Erwähnung): Rorefort (1182), Rornevurth (1184), Rorenvort (1199), Rurenwort (1269) und Rorenfurt (1481).
Die bis dahin selbstständige Gemeinde Röhrenfurth wurde im Zuge der Gebietsreform in Hessen zum 1. März 1971 auf freiwilliger Basis in die Stadt Melsungen eingemeindet. Für Röhrenfurth, wie für die übrigen bei der Gebietsreform nach Melsungen eingegliederten Gemeinden, wurde ein Ortsbezirk mit Ortsbeirat und Ortsvorsteher nach der Hessischen Gemeindeordnung gebildet.

## Bevölkerung
Einwohnerstruktur 2011
Nach den Erhebungen des Zensus 2011 lebten am Stichtag, dem 9. Mai 2011, in Röhrenfurth 1183 Einwohner. Darunter waren 6 (0,5 %) Ausländer.
Nach dem Lebensalter waren 195 Einwohner unter 18 Jahren, 468 zwischen 18 und 49, 249 zwischen 50 und 64 und 270 Einwohner waren älter. Die Einwohner lebten in 522 Haushalten. Davon waren 147 Singlehaushalte, 165 Paare ohne Kinder und 156 Paare mit Kindern, sowie 48 Alleinerziehende und 3 Wohngemeinschaften. In 144 Haushalten lebten ausschließlich Senioren und in 327 Haushaltungen lebten keine Senioren.
Einwohnerentwicklung
- 1585: 33 Haushaltungen[1]
- 1747: 51 Haushaltungen[1]

| Röhrenfurth: Einwohnerzahlen von 1834 bis 2020 | Röhrenfurth: Einwohnerzahlen von 1834 bis 2020 | Röhrenfurth: Einwohnerzahlen von 1834 bis 2020 | Röhrenfurth: Einwohnerzahlen von 1834 bis 2020 | Röhrenfurth: Einwohnerzahlen von 1834 bis 2020 |
| --- | ---------------------------------------------- | ---------------------------------------------- | ---------------------------------------------- | ---------------------------------------------- |
| Jahr |                                                |                                                |                                                | Einwohner                                      |
| 1834 | 1834                                           |                                                | 503                                            | 503                                            |
| 1840 | 1840                                           |                                                | 533                                            | 533                                            |
| 1846 | 1846                                           |                                                | 577                                            | 577                                            |
| 1852 | 1852                                           |                                                | 537                                            | 537                                            |
| 1858 | 1858                                           |                                                | 510                                            | 510                                            |
| 1864 | 1864                                           |                                                | 537                                            | 537                                            |
| 1871 | 1871                                           |                                                | 559                                            | 559                                            |
| 1875 | 1875                                           |                                                | 522                                            | 522                                            |
| 1885 | 1885                                           |                                                | 504                                            | 504                                            |
| 1895 | 1895                                           |                                                | 529                                            | 529                                            |
| 1905 | 1905                                           |                                                | 566                                            | 566                                            |
| 1910 | 1910                                           |                                                | 573                                            | 573                                            |
| 1925 | 1925                                           |                                                | 638                                            | 638                                            |
| 1939 | 1939                                           |                                                | 822                                            | 822                                            |
| 1946 | 1946                                           |                                                | 1.188                                          | 1.188                                          |
| 1950 | 1950                                           |                                                | 1.207                                          | 1.207                                          |
| 1956 | 1956                                           |                                                | 1.157                                          | 1.157                                          |
| 1961 | 1961                                           |                                                | 1.118                                          | 1.118                                          |
| 1967 | 1967                                           |                                                | 1.145                                          | 1.145                                          |
| 1970 | 1970                                           |                                                | 1.217                                          | 1.217                                          |
| 1980 | 1980                                           |                                                | ?                                              | ?                                              |
| 1990 | 1990                                           |                                                | ?                                              | ?                                              |
| 2000 | 2000                                           |                                                | ?                                              | ?                                              |
| 2011 | 2011                                           |                                                | 1.182                                          | 1.182                                          |
| 2015 | 2015                                           |                                                | 1.305                                          | 1.305                                          |
| 2020 | 2020                                           |                                                | 1.300                                          | 1.300                                          |
| Datenquelle: Historisches Gemeindeverzeichnis für Hessen: Die Bevölkerung der Gemeinden 1834 bis 1967. Wiesbaden: Hessisches Statistisches Landesamt, 1968. Weitere Quellen: LAGIS; 1970:; Stadt Melsungen:; Zensus 2011 |                                                |                                                |                                                |                                                |

Historische Religionszugehörigkeit
| • 1885: | 479 evangelische (= 95,04 %), 25 jüdische (= 4,96 %) Einwohner     |
| • 1961: | 984 evangelische (= 88,01 %), 109 katholische (= 9,75 %) Einwohner |

## Politik
Für Röhrenfurth besteht ein Ortsbezirk (Gebiete der ehemaligen Gemeinde Röhrenfurth) mit Ortsbeirat und Ortsvorsteher nach der Hessischen Gemeindeordnung.
Der Ortsbeirat besteht aus neun Mitgliedern. Bei den Kommunalwahlen in Hessen 2021 betrug die Wahlbeteiligung zum Ortsbeirat 58,43 %. Alle Kandidaten gehörten der Liste „Gemeinsam für Röhrenfurth“ an. Der Ortsbeirat wählte Michael Wagner zum Ortsvorsteher.

## Wirtschaft und Infrastruktur

### Verkehr
Durch Röhrenfurth führt die Kreisstraße 142 (Röhrenfurth–Schwarzenberg), die nordwestlich der Ortschaft von der Bundesstraße 83 abzweigt. Noch etwas weiter nordwestlich zweigt die Landesstraße 3228 von der B 83 in Richtung Nordosten nach Empfershausen ab. Jenseits der Fulda verläuft die über eine Fuldabrücke der B 83 erreichbare K 147 nach Lobenhausen.
Durch das vom Nordhessischen Verkehrsverbund (NVV) bediente Dorf führt die Bahnstrecke Bebra–Baunatal-Guntershausen, auf der unter anderem die RegioTram Kassel-Melsungen verkehrt. Der Haltepunkt Melsungen-Röhrenfurth wird von der NVV-Linie RT5 bedient.
| Linie | Verlauf | Takt                                       |
| ----- | --- | ------------------------------------------ |
| RT5   | Melsungen – Melsungen Bartenwetzerbrücke – Melsungen-Schwarzenberg – Melsungen-Röhrenfurth – Körle – Guxhagen – Baunatal-Guntershausen – Baunatal-Rengershausen – Kassel-Oberzwehren – Kassel-Wilhelmshöhe – Kassel Hbf (tief) – Scheidemannplatz – Wilhelmsstraße/Stadtmuseum – Rathaus/Fünffensterstraße – Am Weinberg – Heinrich-Heine-Straße/Universität – Auestadion Stand: Fahrplanwechsel Dezember 2023 | 30 min (werktags) 60 min (sonn-/feiertags) |

Die Schnellfahrstrecke Hannover–Kassel–Würzburg, mit dem nahen Betriebsbahnhof Körle Ost (ohne planmäßige Verkehrshalte), führt nördlich bis nordöstlich von Röhrenfurth über die Mülmischtalbrücke, dann durch den Erbelbergtunnel und danach über die Breitenbach-Talbrücke. Südlich vorbei am Dorf verläuft jenseits Fulda der Fulda-Radweg (Hessischer Radfernweg R1).

### Örtliche Einrichtungen
- Die Wolfgang-Fleischert-Schule im Ort ist eine Grundschule.
- Für die Kleinen gibt es einen Kindergarten sowie zwei Spielplätze.
- Für den Sport gibt es eine Mehrzweckhalle und einen Sportplatz.

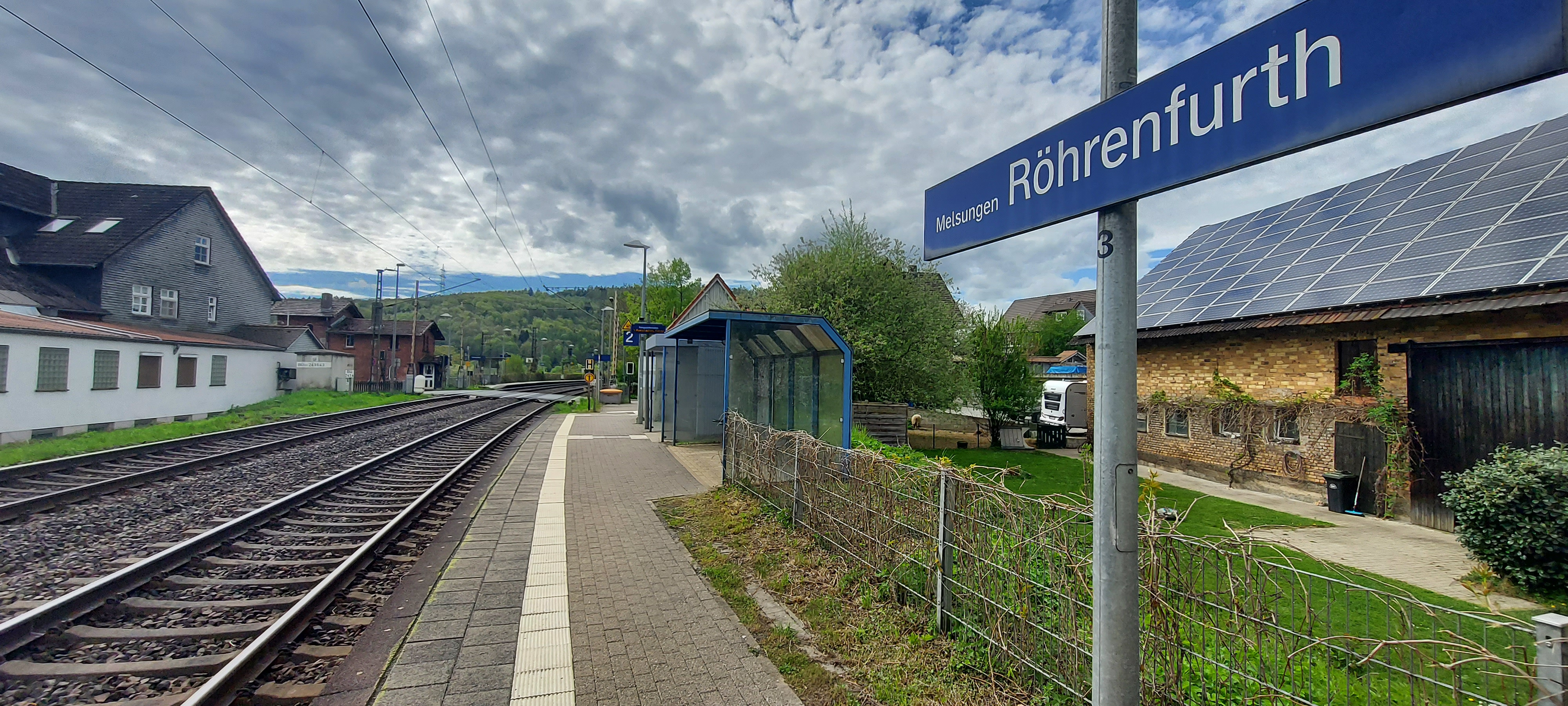
Haltepunkt Röhrenfurth

- Haltepunkt RöhrenfurthDirekt an der Fulda liegt ein Campingplatz.